# Larcius Macedo
Larcius Macedo war ein römischer Senator prätorischen Ranges, der während der Regierungszeit Kaiser Trajans lebte. Er ist bekannt aus einem Brief des jüngeren Plinius.
Larcius Macedo wurde um das Jahr 101 in seiner Villa, die sich auf einem Landgut in Nähe der Hafenstadt Formiae befand, von einigen seiner Sklaven massiv körperlich angegangen. Er überlebte wider Erwarten den Überfall, erlag aber einige Tage später den Folgen seiner Verletzungen. Die tatbeteiligten Sklaven, die ergriffen werden konnten, wurden gefoltert und hingerichtet.
Plinius der Jüngere, der über den Vorfall in einem seiner Briefe berichtet, beschreibt Larcius Macedo als einen grausamen Parvenü, der als Sohn eines ehemaligen Sklaven den Überfall durch die Misshandlung seiner Unfreien selbst provoziert habe. Die allgemeine Aversion gegen einen Emporkömmling, der sich seiner Abstammung nicht deutlich bewusst zeigte, illustriert Plinius durch die Begebenheit, die sich einige Tage vor dem Ereignis zugetragen haben soll. Demnach wurde Larcius Macedo von einem römischen Ritter in einem  öffentlichen Bad in Rom geohrfeigt und damit gedemütigt, weil ein Sklave des Larcius diesen mit der Hand leicht aufmerksam gemacht hatte, den Weg für seinen Herrn freizumachen.
Macedos Vater Larcius Lydus, ein Freigelassener, war vermutlich mit Finanzgeschäften zu einem großen Vermögen gekommen. So war er in der Lage gewesen, Kaiser Nero im Circus Maximus die Summe von einer Million Sesterzen als Gegenleistung für eine Darbietung seiner Gesangskunst anzubieten. Werner Eck vermutet aufgrund einer Inschrift aus Ephesos, dass Macedo einen Bruder namens Aulus Larcius Crispinus hatte, der in Kleinasien als Steuerpächter tätig war. Macedos Sohn, Aulus Larcius Macedo, war um 120 Statthalter von Galatien und anschließend Suffektkonsul.